# Nha Trang
Nha Trang je gradić u Vijetnamu, u pokrajini Khánh Hoà. Površina grada je 251 četvornih kilometara. Gradić je poprište završne bitke u Prvom ratu u Indokini.
Nha Trang nalazi se 30 km južno od Cam Ranh, 1280 km južno od Hanoija, te 450 km sjeverno od Ho Ši Mina. Nha Trang smješten je uz more s pješčanim plažama.

## Stanovništvo
Prema podatcima iz 2009. godine broj stanovnika je 392.279.

## Poveznice
- Zračna luka Cam Ranh

 Vodič: Nha Trang na Wikivoyageu